# 博果日
博果節或博果日（烏克蘭語：Покров день, Покров, Покрова，羅馬化：Pokrov den', Pokrov, Pokrova）是東斯拉夫的民俗節日，又名為豐收節（俄语：Праздник урожая）或迎冬日（烏克蘭語：День зустрічі зими），日期為新曆10月14日或舊曆10月1日。
傳統概念中，這天象徵秋冬季的交替時節，適逢九月下旬年輕人的晚會節慶（烏克蘭語：вечорниці, досвітки，羅馬化：vechornytsi, dosvitky，羅馬化：posidelki, večërka），也是結婚時節。該節的辭源來自覆蓋（烏克蘭語：покривати）大地的初雪，意味著寒冬已近。每年到這時節，烏克蘭與南俄居民開始在家燃起爐火，停止牲口放牧，田野或庭園裡也完成收穫。